# Світова Молодіжна Спільнота
Світова Молодіжна Спільнота (англ. Global Youth Community) — неурядова неприбуткова громадська організація, діяльність якої спрямована на виховання у молоді України твердою громадською позицією та патріотичного світогляду. Основний напрямок діяльності - неформальна освіта, конференції, форуми, лекції, тренінги, курси вивчення мов, студентське волонтерство.
Основні завдання організації
• популяризувати здоровий спосіб життя;
• пошук та підтримка здібної, обдарованої і талановитої молоді;
• організація заходів із оздоровлення молоді, розвитку молодіжного туризму, забезпечення змістовного дозвілля;
• мотивувати молодь до життя заради інших, що є основою справжнього лідерства;
• заохотити студентів присвячувати свою молодість, енергію та здібності тим, хто має в цьому потребу.

## Історія заснування
У лютому 2017 року група активних студентів з України поїхала на Міжнародну молодіжну конференцію, яка відбулася у Таїланді (Бангкок). За підтримки керівництва країни та Організації Об'єднаних Націй (ООН) у конференції взяло участь близько 4 000 студентів з усього світу. У рамках конференції також був проведений Всесвітній форум лідерів освіти та Форум молодіжних лідерів. На цьому заході українські студенти представили українську культуру та виступили з доповіддю про діяльність неурядових організацій в Україні. Також, відвідавши Форум молодіжних лідерів, дізналися про проблеми, що їх має іноземна молодь, та шляхи вирішення цих проблем.
Повернувшись в Україну, учасники конференції організували Відкритий форум молодіжних лідерів у березні 2017 року у місті Києві, у якому взяли участь лідери молодіжних, студентських та волонтерських організацій України. Також спеціальними гостями виступили іноземні представники неурядових організацій та навчальних закладів Японії, Грузії, Китаю, Молдови, Республіки Кореї та Таїланду. Під час Форуму обговорювалися проблеми сучасної молоді та способи їх вирішення. Лідери організацій виступили з доповідями, розповівши про свою діяльність, проведені заходи, поставлені цілі та досягнення, запропонували різноманітні шляхи досягнення поставлених цілей та вирішили об’єднати зусилля організацій, що працюють у різних сферах.
З метою об’єднати зусилля молодих та ініціативних людей, що стануть лідерами майбутнього та виведуть нашу країну на новий рівень, після Форуму було прийнято рішення заснувати Всеукраїнську молодіжну організацію під назвою Світова Молодіжна Спільнота (англ. Global Youth Community).